# موغي أولوسوي
موغي أولوسوي (وُلدت بتاريخ 6 مارس سنة 1972) هي ممثلة تركية ولدت في مدينة إزمير.

## حياتها
موغي أولوسوي من مواليد 6 مارس 1972 في ازمير. تخرجت من قسم مسرح المعهد الموسيقي الحكومي في جامعة الأناضول سنة 1995. أسست شركة غولدمينه للإنتاج مع أختها مينه ألب.

## أعمالها

### الأفلام
| الأفلام | الأفلام                  | الأفلام     | الأفلام                         |
| السنة   | اسم الفيلم               | الدور       | ملاحظات                         |
| ------- | ------------------------ | ----------- | ------------------------------- |
| 2006    | رأيت حلماً الليلة الماضية | —           |                                 |
| 2006    | قدر                      | والدة أوغور | كانت مخرجة اختيار الممثلين أيضاً |

### التلفاز
| التلفاز   | التلفاز             | التلفاز               | التلفاز                                |
| السنة     | اسم المسلسل         | الدور                 | ملاحظات                                |
| --------- | ------------------- | --------------------- | -------------------------------------- |
| 1996      | ياسمينجي            | —                     |                                        |
| 1997      | المغتربين           | —                     |                                        |
| 1998      | دموع الشيطان        | نهال                  | الحلقة 160                             |
| 2000      | فخ الذئب            | نازلي                 |                                        |
| 2000      | سر البيت الأصفر     | جيدا                  |                                        |
| 2001      | جلسة واحدة          | نيلغُن                 |                                        |
| 2001      | من أجل حب قاطع طريق | تشاغلا                |                                        |
| 2003-2004 | وادي الذئاب         | ميرال يلمز وآسيا يلمز | الحلقات (3-53)                         |
| 2004      | نسميها الحب         | —                     | مديرة اختيار الممثلين                  |
| 2005      | لسنا أبرياء         | فخرية                 |                                        |
| 2006      | والد البنت          | —                     | مديرة اختيار الممثلين                  |
| 2006      | إيزو غيلين          | —                     | مديرة اختيار الممثلين وكاتبة السيناريو |
| 2007      | لا مكان لا وطن      | غُناي                  |                                        |
| 2007      | شقة الحياة          | —                     | مديرة اختيار الممثلين                  |
| 2008      | قبضة النمر          | مينَل كَره جَبي          |                                        |
| 2008      | الغازي              | —                     | مديرة اختيار الممثلين                  |
| 2010      | الخيانة             | بانو                  |                                        |

### الإنترنيت
| الإنترنيت | الإنترنيت | الإنترنيت | الإنترنيت |
| سنة       | اسم العمل | الدور     | ملاحظات   |
| --------- | --------- | --------- | --------- |
| 2023      | الباب     | سيفغي     | ضيفة شرف  |

## الجوائز
| النتيجة | السنة | الجائزة                                  | الفئة             | العمل | المصدر |
| ------- | ----- | ---------------------------------------- | ----------------- | ----- | ------ |
| فوز     | 2007  | مهرجان أنقرة السينمائي الدولي الثامن عشر | أفضل ممثلة مساعدة | قدر   | [ 1 ]  |

## وصلات خارجية
- موغي أولوسوي في قاعدة بيانات الأفلام على الإنترنت
- موغي أولوسوي على إنستغرام